# Грауэрт, Эктор
Э́ктор Гра́уэрт (исп. Héctor Grauert; 7 ноября 1907, Монтевидео — 8 февраля 1991, Монтевидео) — уругвайский политик, государственный и дипломатический деятель, педагог, профессор.

## Биография
Изучал право в Республиканском университете Уругвая, юрист. Член уругвайской партии Колорадо.
В 1940—1943 годах работал профессором конституционного права в Республиканском университете Уругвая.
Семь раз избирался членом парламента, дважды депутатом Палата представителей Уругвая (1942, 1946) и пять раз — сенатором Уругвая (1950, 1954, 1962, 1966, 1971), шесть раз занимал министерские посты, был членом Национального совета правительства страны.
Министр промышленности и труда (1952—1955 и 1956—1957). Министр общественных работ (1955—1956). И. о. министра национальной обороны и общественного здравоохранения (1957). Министр внутренних дел (1957—1958).
Участвовал в Панамериканской конференции в Боготе (1948). Руководил делегациями правительства Уругвая в МОТ (1954—1955). Был соучредителем и первым вице-президентом латиноамериканского парламента (1964). Руководил делегациями правительства Уругвая в ОАГ (1964) и ООН (1967).
Кавалер Большого креста ордена «За заслуги перед ФРГ».